# Nina Demme
Nina Petrovna Demme (russe : Нина Петровна Демме, 1902– 16 mars 1977) est une biologiste russe, exploratrice polaire et ornithologue. Elle est l'une des premières femmes à explorer l'Arctique et à diriger une expédition polaire.

## Jeunesse et éducation
Nina Petrovna Demme naît en 1902 à Kostroma (Empire russe). Elle est la fille illégitime de Maria Ivanovna Riabtsova, gérante d'une brasserie héritée de son premier mari, et de Ludwig Fiodorovitch Demme, un ancien noble allemand, émigré en Russie. La jeune fille vit dans un foyer polygame avec son père, son épouse allemande et leurs neuf enfants, ainsi que sa concubine, Maria Riabtsova, les cinq enfants qu'elle a eu avec Ludwig et les deux enfants qu'elle a eu de son premier mari. La famille vit en bonne entente dans une ferme.
Grâce à de faux papiers, qui la présentent comme Nina Petrovna Demme-Riabtseva, elle est la seule enfant de Maria Riabtsova à porter le nom de son père et à entrer au gymnase. Elle entre au gymnasium privé féminin Grigorov (en russe : Григоровскую женскую гимназию), le premier gymnasium pour femmes en Russie. Elle obtient son diplôme en 1914 puis entre à l'école de formation des enseignants de Kostroma.
En 1917, Demme apprend l'existence des bolcheviks et devient un membre fondateur du Komsomol à Kostroma. En 1919, elle dirige le Komsomol. En 1920, elle se rend à Moscou pour suivre des cours ouvriers dispensés par Nadejda Kroupskaïa, l'épouse de Lénine, et étudie le collectivisme. Quand elle termine les cours, elle est envoyée dans les montagnes de l'Oural pour informer le peuple.
En 1921, elle s'installe à Leningrad pour étudier à l'Institut géographique. Pendant huit ans, elle étudie dans ce qui deviendra plus tard le département de géographie de l'université de Leningrad. Lors de voyages de recherche, elle participe à des expéditions dans le Caucase et la Crimée et travaille sur des projets comprenant notamment la construction de routes à Leningrad. En 1926, Demme mène une expédition dans la mer de Kara, en 1927, elle fait des recherches dans l'Oural. Elle travaille ensuite sur le terrain, en Asie centrale autour d'Amu Darya, pour se préparer aux réformes agraires.
À l'université, elle rencontre et épouse un camarade étudiant et explorateur polaire, Ivan Markieltevitch Ivanov. Son mari avait fait partie, en 1928, de la tentative de sauvetage d'Umberto Nobile, un explorateur polaire italien, et de son équipage après le crash de leur ballon dirigeable.

## Carrière

### Exploratrice

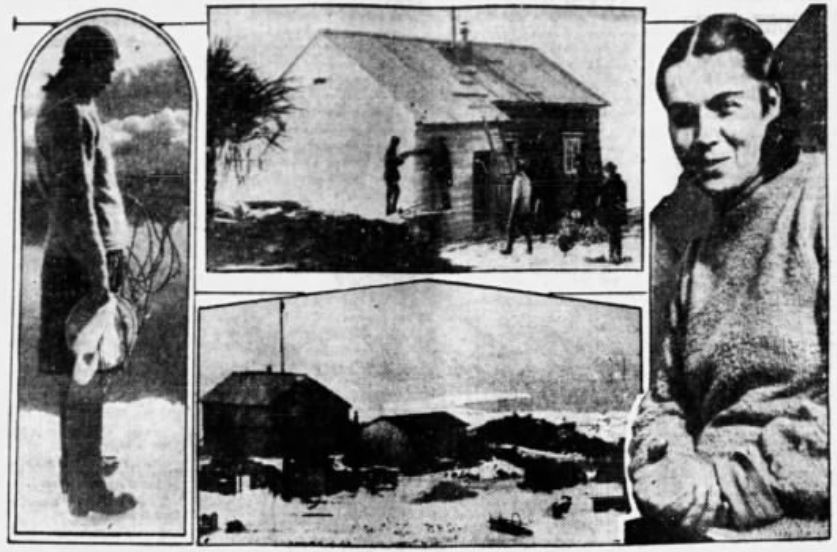
Nina Demme en 1931 durant l'expedition sur l'archipel François-Joseph.

En 1929, Demme obtient son diplôme puis travaille à l'Institut de l'Arctique et de l'Antarctique, fondé en 1930. En raison de sa vaste expérience et de ses antécédents en recherches, Demme participe à une expédition sur le brise-glace George Sedov, qui part hiverner pendant deux ans sur l'Archipel François-Joseph. Ivanov gère la station polaire dans la baie de Tikhaïa sur l'île Hooker de l'archipel. Les onze scientifiques sont dirigés par Otto Schmidt et Demme est la seule femme parmi eux. Son travail comprend des études à la fois géographiques et biologiques. Lorsqu'elle ne fait pas d'expéditions pour étudier la faune et les plantes, Demme collabore avec l'hydrologue de l'équipe. Au cours de l'expédition, Demme et Ivanov divorcent et elle épouse un autre des scientifiques. Au retour du voyage, ce deuxième mariage prend fin et elle épouse Gabriel Ignatievitch Loïlev, un opérateur radio.

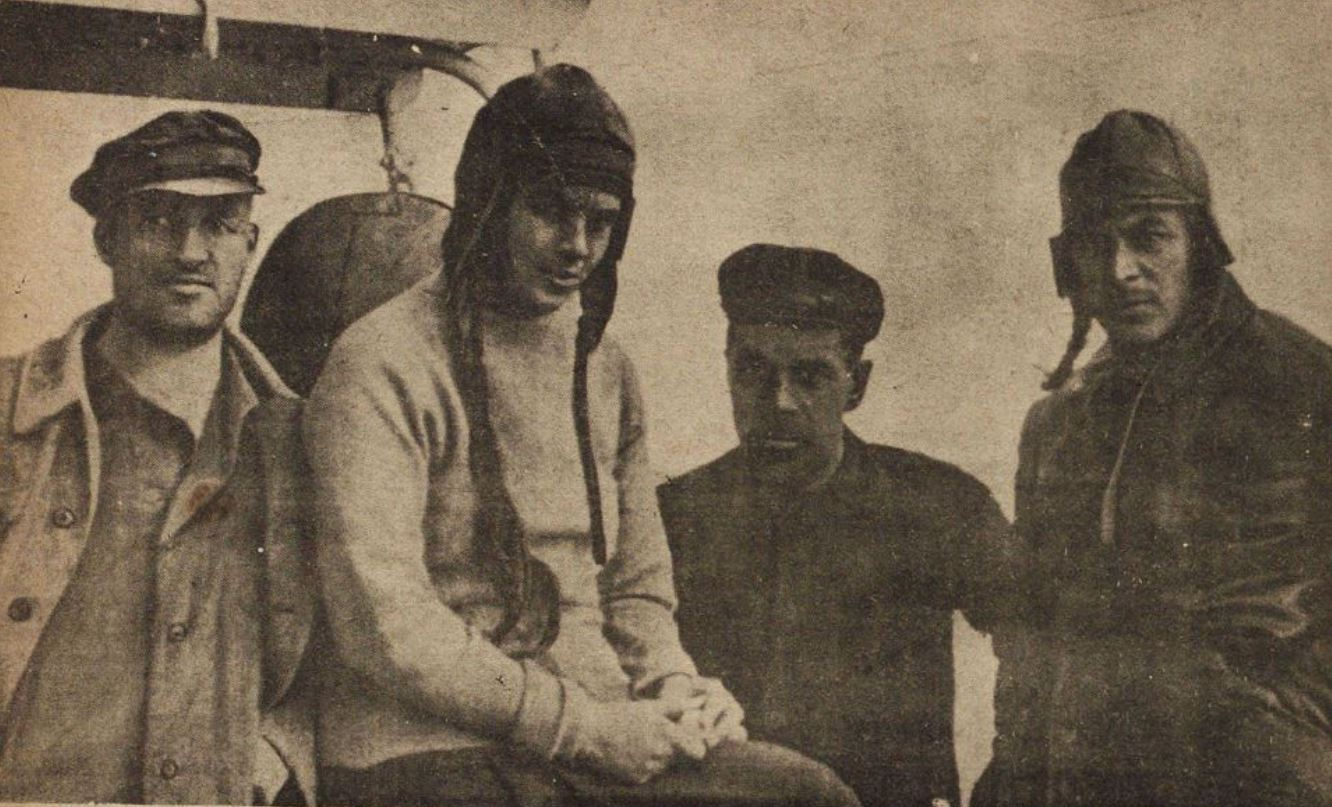
Nina Demme et son équipe, sur le départ pour la Terre du Nord (1932).

En 1932, Demme dirige une équipe de trois hommes, dont un chasseur, un météorologue et son mari, Loïlev, pour hiverner dans l'archipel russe de la Terre du Nord ; les journaux rapportent qu'elle est la première femme à diriger une expédition polaire. L'équipe navigue sur le Roussanov et arrive le 14 août. Demme est nommée gouverneur de l'archipel avec le pouvoir de diriger le commerce, l'immigration ou d'autres affaires d'État. Le groupe doit rester un hiver et évaluer les possibilités commerciales de la flore et de la faune des îles. Ils recueillent des échantillons géologiques et botaniques, étudient les divers animaux lors de leurs expéditions et cartographient la partie occidentale de l'archipel. L'année suivante, les brise-glaces s'avèrent incapables de les atteindre et l'équipe hiverne une deuxième année dans l'Arctique. Diverses mésaventures arrivent à l'équipage. Lors d'une chasse, par exemple, les hommes confondent Demme avec un ours polaire et elle se met à chanter un air de La traviata pour éviter d'être prise pour une proie. En septembre 1934, Alexandre Alexiev, un pilote du gouvernement, vole depuis la Sibérie et rapatrie Demme et son équipage, ainsi que Boris Lavrov et son pilote, qui avaient participé à une expédition sur la rivière Lena, avant que leur avion ne s'écrase et qu'ils marchent 185 miles pour atteindre la station Kamenev.

### Carrière académique
De retour à Leningrad, Demme commence des études de troisième cycle à l'Institut de l'Arctique et de l'Antarctique, où elle donne également des cours de biologie et de zoologie. Elle s'intéresse au potentiel de l'élevage commercial des animaux du Nord et étudie pendant plusieurs saisons les renards noirs. N'ayant pu obtenir de l'Institut le financement de ses expéditions, Demme affrète de petits bateaux de pêche pour mener ses recherches. À partir de 1940, elle utilise des méthodes mises au point en Islande pour créer des fermes expérimentales d'eiders en Nouvelle-Zemble et sur l'île Vaïgatch. En installant des abris de nidification et en tuant les prédateurs des oiseaux, les habitants sous sa direction collectent 5 354 kilogrammes de duvet d'eider sur une période de cinq ans. Demme termine sa thèse, Colonies de nidification de l'Eider à duvet en Nouvelle-Zemble et organisation de l'économie du duvet d'eider (Гнездовые колонии гаги обыкновенной на Новой Земле и организация гагачьего хозяйства), en 1946, et obtient son doctorat en biologie.
En 1949, Demme est nommée professeur agrégée, mais elle n'aime pas le confinement de la salle de classe. Elle continue à louer de petits navires commerciaux pour lui permettre d'étudier la faune de l'Arctique jusque dans les années 1950. En 1949, elle mène des recherches dans la réserve naturelle de Kandalakcha sur la mer Blanche, prolongeant ses travaux sur les eiders. Dans la réserve, elle tente de développer des écloseries domestiquées. Mais tous les poussins qu'elle ramène à Leningrad à la fin de la saison meurent. En 1952, Demme effectue son dernier voyage en Arctique, travaillant dans les parties nord du golfe de l'Ob en Sibérie et se concentrant sur l'élevage d'animaux là-bas. Bien qu'elle n'ait plus été impliquée, ses fermes expérimentales de duvet d'eider ont fonctionné jusqu'en 1954. Elles ont été fermées et les habitants indigènes de Nouvelle-Zemble déplacés lors des essais nucléaires.

## Retraite et mort
En 1959, Demme prend sa retraite et écrit son autobiographie. Elle est autorisée à construire une maison d'été sur la côte de la mer Noire et choisit un endroit entre Sotchi et Touapsé près de Volkonskaïa. Elle meurt le 16 mars 1977 à Leningrad des suites d'un phlegmon après avoir reçu une injection pour une malformation cardiaque congénitale. Elle est enterrée à Kostroma.